# Hedhof
Der Hedhof (auch Hedthof oder Heithof) war ein Oberhof im heutigen Hemer, Märkischer Kreis. In einer Urkunde des Kölner Erzbischofs Anno II. für das Kloster Grafschaft wurde der Hof 1072 erstmals erwähnt. Ab dem 18. Jahrhundert wurde das Grundstück zu gewerblichen Zwecken genutzt. Die letzte Industrieanlage wurde in den 1980er-Jahren abgerissen. Heute befinden sich dort eine Einrichtung für Betreutes Wohnen sowie einige Ladenlokale.
Der Hedhof befand sich in Oberhemer im Tal des Hemer-Bachs. Das Grundstück liegt heute am Neuen Markt in der Hemeraner Innenstadt. Die Hauptstraße und der Weg An der Steinert umschließen das Gelände.

## Geschichte
Neben Haus Hemer und Brelen wurde der Hedhof in der Stiftungsurkunde des Klosters Grafschaft als einer von drei Adelssitzen im Raum Hemer erwähnt. Der Name taucht allerdings erst später auf, in der Urkunde wird das Gut als hademare bezeichnet. Während der Soester Fehde wurde das Bauwerk zwischen 1444 und 1448 schwer beschädigt. Im 16. Jahrhundert sind noch adlige Besitzer des Hedhofs nachgewiesen, 1755 war das Gebäude jedoch größtenteils verfallen und wurde als normales Wohnhaus genutzt. Auf dem Grundstück befand sich zu dieser Zeit eine Öl- und Sägemühle. Anfang des 19. Jahrhunderts bezog Friedrich Kleinschmidt das Gutshaus und errichtete es neu. 1810 baute er zudem eine Papiermühle auf das Grundstück. In wirtschaftlich schlechten Zeiten verlief die Produktion nicht profitabel, woraufhin Kleinschmidt nach Soest verzog. Johann Diedrich von der Becke II. erwarb das Gelände und betrieb dort ab 1818 eine Papierfabrik.
Zwischen 1848 und 1858 wurden auf dem Hedhof Guss-Stahlwaren hergestellt, bevor das Gut an die Fabrikanten Friedrich Clarfeld und Heinrich Springmeyer verpachtet wurde. Die beiden bauten eine Neusilberwaren-Fabrik unter dem Namen „Clarfeld & Springmeyer“ auf, die sich auf die Produktion von Essbesteck spezialisierte. Bis zum Beginn des Ersten Weltkriegs stieg die Zahl der Mitarbeiter auf über 500. In den 1920er-Jahren geriet der Betrieb in finanzielle Schwierigkeiten und wurde 1931 in die „Clarfeld & Co. K.G.“ umgewandelt. In den 1970er-Jahren wurde das Geschäft abermals unrentabel, so dass die Produktion auf Stanz- und Ziehteile umgestellt. Wenige Jahre später wurde das Unternehmen geschlossen und die Gebäude abgerissen.
In Hemer erinnert heute noch ein Straßenname an den Hedhof.